# Suurisaari (ö i Finland, Södra Karelen, Villmanstrand, lat 61,26, long 28,06)
Suurisaari är en ö i Finland. Den ligger i sjön Saimen och i kommunen Taipalsaari i den ekonomiska regionen  Villmanstrands ekonomiska region  och landskapet Södra Karelen, i den södra delen av landet, 210 km nordost om huvudstaden Helsingfors. Öns största längd är 0,9 kilometer i öst-västlig riktning.